# Padova Marathon
La Padova Marathon, fino al 2016 denominata Maratona Sant'Antonio, è una manifestazione sportiva che si svolge con cadenza annuale, verso la fine di aprile, con partenza e arrivo a Padova.
Si tratta di una delle principali maratone italiane, sia per il rilievo internazionale che per l'elevato numero medio dei partecipanti.

## Storia
La partenza è stata per molti anni a Vedelago. Successivamente dal 2011, a causa del termine del contratto tra il comitato organizzatore e il comune di Vedelago, la gara cambia tracciato e la partenza viene posizionata a Campodarsego.
Dall'edizione del 2016 la Maratona si è spostata in una diversa area. Oltre alla partenza (Stadio Euganeo) e arrivo (Prato della Valle) a Padova, la maratona passa per i comuni di Rubano, Selvazzano Dentro, Teolo e Abano Terme.

## Partecipanti e percorsi
Possono partecipare sia atleti di alto livello che persone comuni, anche grazie al fatto che, oltre alla tradizionale maratona di 42 km, l'organizzazione prevede anche percorsi più brevi (le stracittadine non agonistiche di 1, 5 e 10 km e la mezza maratona agonistica di 21 km) che si adattano alle possibilità di tutti. Tradizionalmente l'arrivo è situato nella nota piazza di Prato della Valle.
Nell'edizione del 2008 alla manifestazione ha preso parte anche il pilota automobilistico Alex Zanardi correndo in handbike e classificandosi 13º.

## Statistiche

### Record

#### Maschile

##### Nuovo
- Aredo Tadese  Etiopia in 2:09' 02" nel 2011

##### Vecchio
- Ben Chebet  Kenya in 2:09' 41" nel 2009

#### Femminile

##### Nuovo
- Florence Chepsoi  Kenya in 2:29' 25" nel 2011

##### Vecchio
- Rael Kiyara  Kenya in 2:30' 18" nel 2010

### Albo d'oro
| Data           | Gara maschile                  | Tempo     | Gara femminile                 | Tempo     |
| -------------- | ------------------------------ | --------- | ------------------------------ | --------- |
| 30 aprile 2000 | Migidio Bourifa Italia         | 2:13' 55" | Franca Fiacconi Italia         | 2:30' 20" |
| 29 aprile 2001 | Gideon Chirchir Kenya          | 2:11' 52" | Rosaria Console Italia         | 2:30' 55" |
| 28 aprile 2002 | Douglas Rono Kenya             | 2:11' 01" | Giovanna Volpato Italia        | 2:37'23"  |
| 27 aprile 2003 | Dawit Tefera Etiopia           | 2:10' 38" | Marcella Mancini Italia        | 2:36' 14" |
| 25 aprile 2004 | Benjamin Kiprotich Korir Kenya | 2:10' 44" | Tiziana Alagia Italia          | 2:32' 03" |
| 24 aprile 2005 | Paul Lokira Kenya              | 2:11' 25" | Ivana Iozzia Italia            | 2:35' 55" |
| 23 aprile 2006 | Ruggero Pertile Italia         | 2:11' 18" | Marcella Mancini (2) Italia    | 2:34' 52" |
| 22 aprile 2007 | Paul Kipkemei Kogo Kenya       | 2:10' 38" | Vincenza Sicari Italia         | 2:30' 35" |
| 27 aprile 2008 | Francis Kirwa Kenya            | 2:11' 00" | Marcella Mancini (3) Italia    | 2:35' 24" |
| 26 aprile 2009 | Ben Chebet Kenya               | 2:09' 41" | Woynischet Girma Etiopia       | 2:31' 03" |
| 25 aprile 2010 | Gilbert Chepkwony Kenya        | 2:10' 46" | Rael Kiyara Kenya              | 2:30' 18" |
| 17 aprile 2011 | Aredo Tadese Etiopia           | 2:09' 02" | Florence Chepsoi Kenya         | 2:29' 25" |
| 22 aprile 2012 | Robert Kwambai Kenya           | 2:09' 14" | Marily Dos Santos Brasile      | 2:34' 49" |
| 21 aprile 2013 | Paulo Roberto Paula Brasile    | 2:13' 00" | Janet Hanane Marocco           | 2:36' 17" |
| 27 aprile 2014 | Pharis Kimani Kenya            | 2:12' 03" | Fatna Maraoui Italia           | 2:36' 32" |
| 19 aprile 2015 | Robert Kiplimo Kipkemboi Kenya | 2:09' 32" | Nancy Waigumu Githaiga Kenya   | 2:41' 28" |
| 17 aprile 2016 | Ruggero Pertile (2) Italia     | 2:12' 16" | Federica Dal Rì Italia         | 2:37' 04" |
| 23 aprile 2017 | Michael Njenga Kunyuga Kenya   | 2:10' 43" | Fatna Maraoui Italia Marocco   | 2:32' 52" |
| 22 aprile 2018 | Solomon Mogos Shumay Eritrea   | 2:12' 23" | Amare Waganesh Mekasha Etiopia | 2:29' 18" |
| 28 aprile 2019 | Samuel Lomoi Kenya             | 2:12' 20" | Demisse Ayantu Abera Etiopia   | 2:29' 30" |
| 24 aprile 2022 | Alfonce Kibiwott Kenya         | 2:10' 01" | Rebecca Cheptegei Uganda       | 2:31' 21" |